# Włodzimierz Trusiewicz

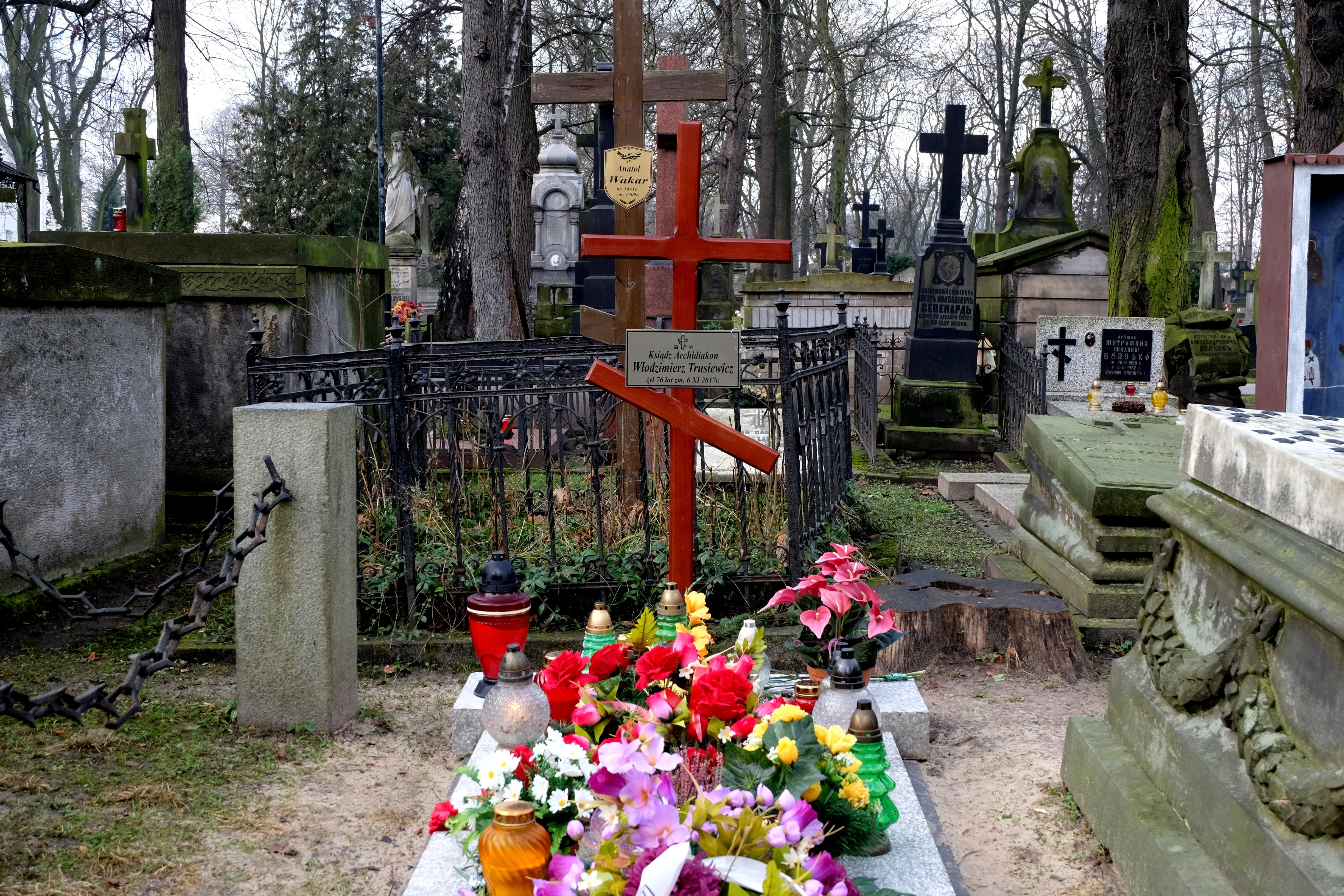
Grób Włodzimierza Trusiewicza na Cmentarzu prawosławnym na Woli w Warszawie

Włodzimierz Trusiewicz (ur. 16 kwietnia 1941 w Siemianówce, zm. 6 listopada 2017) – polski duchowny prawosławny, archidiakon Polskiego Autokefalicznego Kościoła Prawosławnego, wieloletni wykładowca Prawosławnego Seminarium Duchownego w Warszawie.

## Życiorys
W 1961 ukończył Prawosławne Seminarium Duchowne w Warszawie i następnie kontynuował studia w Chrześcijańskiej Akademii Teologicznej w Warszawie, które ukończył uzyskując tytuł magistra teologii w 1998. Święcenia diakońskie przyjął 19 grudnia 1965, zaś od 19 lutego 1966 pełnił aż do śmierci służbę diakońską w Soborze metropolitalnym Świętej Równej Apostołom Marii Magdaleny w Warszawie. 29 grudnia 1967 został podniesiony do godności protodiakona, a w 1971 otrzymał prawo do noszenia kamiławki. W latach 1977–2008, ks. Trusiewicz był wychowawcą i wykładowcą w Prawosławnym Seminarium Duchownym w Warszawie. 16 kwietnia 2011 został podniesiony do godności archidiakona.
Ks. Trusiewicz został uhonorowany między innymi Orderem św. Marii Magdaleny III, II stopnia i II stopnia z ozdobami (najwyższe odznaczenie nadawane przez PAKP).